# Puzzle Quest: Challenge of the Warlords
Puzzle Quest: Challenge of the Warlords est un jeu vidéo de puzzle et de rôle développé par Infinite Interactive et édité par D3 Publisher, sorti en 2007 sur Nintendo DS, PlayStation Portable, Windows, Xbox 360, Mac OS, PlayStation 2, Wii, PlayStation 3, iOS et téléphone mobile.

## Synopsis
L'histoire du héros commence dans la ville de Bartonia, au sein du royaume d'Agaria. Fraîchement devenu chevalier, il doit faire face à des invasions de morts-vivants. Son combat l'amène à se confronter au seigneur Bane.

## Univers
Puzzle Quest: Challenge of the Warlords se déroule dans les terres d'Etheria. Le royaume d'Agaria (point de départ du héros), dont la capitale est Bartonia, se trouve dans la partie sud-ouest du monde visitable. Le reste du monde est composé de montagnes, de forêts, de contrées glacées et de déserts rocailleux.
L'univers est médiéval-fantastique, et très tourné vers l'héroïc-fantasy,. L'ambiance est propice aux légendes, aux sorciers maléfiques et aux dragons millénaires, où des héros accomplissent des quêtes et rencontrent des créatures et des souverains afin d'anéantir un danger menaçant le monde.

## Système de jeu
Puzzle Quest: Challenge of the Warlords a la particularité de fusionner deux genres distincts du jeu vidéo : le RPG et le Puzzle-game. Ainsi, le héros lutte contre des monstres au travers d'une grille de combat, où des alignements judicieux permettent d'attaquer, de se soigner, ou d'affaiblir son ennemi.

### Aspect RPG
Au cours de son périple, le héros va passer par des villes, des sanctuaires ou des grottes. Ces lieux, découverts au fur et à mesure, sont reliés entre eux par des routes déjà tracées dans le jeu, contraignant le joueur à les suivre selon les mécaniques d'un point-and-click. Dans une ville, le héros peut trouver un magasin d'équipements, ainsi qu'une taverne où les rumeurs qui y circulent peuvent être entendues par le héros (parfois contre des pièces d'or). À la cité de Bartonia s'ajoute une citadelle. Il s'agit d'un espace où chaque élément se débloque contre une certaine somme d'argent : entre autres, le donjon, le temple, l'écurie, les tours ou la forge. Chaque structure de la citadelle permet au joueur d'accéder à une nouvelle dimension du jeu, comme entraîner des montures ou améliorer des compétences.
Très souvent, le héros va être confronté à des ennemis, comme des monstres. Ces adversaires apparaissent de manière aléatoire dans le temps sur la route reliant deux lieux ; pour aller d'une ville à l'autre, le joueur est alors contraint de les combattre. Par ailleurs, la quête principale, ainsi que des quêtes secondaires, amènent le joueur à entamer des combats avec des ennemis non aléatoires. Parmi ces ennemis, les plus notables sont les quelques boss du jeu, ainsi que les villes éparpillées sur la carte, qui peuvent être conquises par le joueur.
De façon traditionnelle, le héros va gagner de l'expérience au cours de son périple, le plus souvent durant un combat ou à l'issue d'une quête. Cette expérience permet au héros de monter en niveau, le niveau maximal étant 50. À chaque montée de niveau, le joueur peut augmenter certaines caractéristiques du héros, via des points à répartir, pour accroître ses capacités de combat. Ces caractéristiques sont au nombre de sept : la maîtrise de l'air (affinité vis-à-vis du mana jaune), celle de du feu (mana rouge), celle de l'eau (mana bleu), celle de la terre (mana vert), le combat (dégâts directs par les crânes), la ruse (affinité envers l'or), et le moral (points de vie). De plus, à l'instar de l'expérience, le héros va acquérir des pièces d'or, qui trouvent leur utilité dans l'achat de pièces d'équipement notamment, mais aussi dans la construction de la citadelle. Ces pièces permettent également d'écouter des rumeurs dans les tavernes. En plus des combats et des quêtes, le héros peut acquérir de l'argent en passant par une ville qu'il a conquise.
Comme dans un RPG classique, le joueur a la possibilité de choisir entre différentes catégories de personnages : druide, chevalier, guerrier ou magicien. Chaque catégorie possède un style de combat qui lui est propre, avec des sorts particuliers. De plus, il existe quatre types de mana (bleu, rouge, vert et jaune) pour lancer ces sorts, et une catégorie de personnage possède certaines affinités envers l'un de ces manas.
Par ailleurs, le joueur peut personnaliser davantage son style de combat avec des pièces d'équipement : une arme, un heaume, une armure, et un objet. Une pièce d'équipement apporte certains bonus au héros, ce qui l'aide lors des combats,. Pour se procurer de l'équipement, le joueur doit se rendre dans une ville, où il aura accès à un magasin ; là, les équipements proposés nécessitent une somme d'argent, ainsi qu'un niveau suffisant. Certaines quêtes offrent des pièces d'équipement pour récompense.
Durant le jeu, des individus rejoignent le héros : un allié offre à ce dernier une aide lors des combats.

### Aspect puzzle-game
La mécanique du puzzle-game intervient à chaque combat, qui se joue au tour par tour. Dans une grille de taille 8x8, huit éléments différents peuvent être présents : des crânes, des étoiles (d'expérience), des pièces d'or, des jokers, ainsi que des gemmes bleues, vertes, rouges et jaunes. Le but des deux combattants (le joueur et l'ennemi à vaincre) est d'aligner des éléments identiques entre eux, afin de gagner de l'or, de l'expérience, du mana, et surtout d'infliger des dégâts à son adversaire. En alignant trois éléments identiques verticalement ou horizontalement, ces derniers disparaissent de la grille, laissant la place à d'autres éléments arrivant du haut de la grille ; leur disparition confère alors au combattant ayant réalisé l'alignement une aide ou un effet utile. Un alignement de quatre éléments identiques, voire cinq, est également possible.
Les crânes permettent d'infliger des dégâts directs à l'adversaire. Si l'ennemi du joueur aligne trois crânes, le héros perdra alors des points de vie. Il existe des crânes dotés d'un contour rouge, plus rares, qui enlèvent plus de points de vie qu'un crâne normal. En plus des crânes, le joueur (ou son ennemi) peut aligner des étoiles mauves : il reçoit alors de l'expérience, utile pour monter en niveau. De même, des pièces d'or peuvent être alignées, et finissent dans la poche du combattant ayant effectué l'action.
Les gemmes colorées sont liées au mana,. Il en existe quatre types : bleu, vert, rouge, et jaune. Chaque gemme de couleur est associée au mana de la même couleur. Lorsque le combattant aligne au moins trois gemmes de même couleur, par exemple trois gemmes rouges, il voit alors sa jauge de mana rouge augmenter ; ce mana rouge est ensuite utile pour réaliser une action précise, comme un sort offensif. En outre, un sort permet souvent d'agir directement sur la grille de jeu, en supprimant plusieurs éléments d'un coup. Ainsi, si elles n'infligent pas de dégâts directs (comme les crânes), les gemmes de couleur sont primordiales pour lancer des sorts ou effectuer une attaque complexe. Les jokers ont un comportement différent : le combattant peut s'en servir pour compléter un alignement avec des gemmes. Il en résulte, suivant le joker, une plus grande quantité de mana récoltée que lors d'un alignement classique,.
L'alignement d'éléments peut entraîner des alignements en chaîne d'autres éléments. Par conséquent, le joueur a tout intérêt à anticiper les recombinaisons qui suivront son action sur la grille, afin d'obtenir un maximum d'effets en alignant plus ou moins directement un maximum d'éléments. Une mauvaise anticipation peut s'avérer dangereux, car elle offre à l'ennemi la possibilité, par exemple, d'aligner des crânes quand vient son tour. Par ailleurs, aligner quatre ou cinq éléments permet au combattant de rejouer. Dans le cas où plus aucune combinaison d'éléments n'est possible dans la grille, celle-ci est réinitialisée, et les jauges de mana des deux combattants tombent à zéro.
En dehors des combats, le joueur est également confronté à des puzzles à résoudre, lors de la capture d'un ennemi, ou lors de l'apprentissage d'une technique de combat. Dans le premier cas (capture d'ennemi), la grille 8x8 est partiellement remplie, et le joueur doit faire disparaître tous les éléments présents par des alignements. Si toute la grille est vidée, la capture a réussi. Dans le second cas (apprentissage de technique), la grille 8x8 est identique à celle de combat, et le joueur doit faire disparaître un certain nombre de chaque élément pour réussir l'apprentissage. À noter qu'un élément particulier apparaît dans ce type de puzzle : le parchemin.

### Durée de vie
Finir la quête principale du jeu, ainsi que l'ensemble des quêtes secondaires (150 quêtes au total), nécessite quelques dizaines d'heures (plus de 20 heures). En profitant de chaque possibilité offerte par le jeu en termes de gameplay et de confrontation, la durée de vie atteint aisément la centaine d'heures. Cette durée peut gagner plusieurs heures (au moins une demi-douzaine) avec l'ajout de l'extension Revenge of the Plague Lord.

## Développement du jeu
Le jeu est "une fusion risquée et audacieuse" de l'aspect RPG et de l'aspect puzzle, d'après jeuxvideo.com, ce qui rejoint l'avis de RPG France déclarant qu'il faut réussir à satisfaire deux catégories de joueurs avec le même jeu. Dans une interview de Steve Fawkner accordée à GameSpot, celui-ci déclare avoir impulsé la création d'un prototype du jeu début 2005, étant un adorateur des jeux de rôle et de Bejeweled. Dans une Conférence des Développeurs du Jeu, il ajoute que le processus de lancement et la recherche d'un éditeur furent compliqués, car Puzzle Quest: Challenge of the Warlords était jugé trop innovant.
Le nom "Puzzle Quest" ne fut pas le premier proposé. Au départ, "Warlords Champions" était retenu, mais ayant une connotation trop portée sur le combat, ce premier nom fut délaissé pour "Puzzle Quest", ce dernier nom rappelant la fusion entre l'aspect "puzzle" et l'aspect "quête" (de RPG).
À l'origine,  Puzzle Quest: Challenge of the Warlords n'offrait qu'un héros masculin à jouer, essentiellement pour éviter une charge de travail indésirable au niveau du texte et des accords de genre.
Dans les derniers mois de développement, le jeu ayant gagné en consistance, et bien que déjà satisfaits du résultat, Steve Fawkner et son équipe redoutaient un échec auprès des joueurs et de la presse, ce qui les a poussés à améliorer continuellement le jeu avant sa sortie.
| Support              | France           | Royaume-Uni      | Etats-Unis       | Japon             |
| -------------------- | ---------------- | ---------------- | ---------------- | ----------------- |
| Nintendo DS          | 29 février 2008  | 16 mars 2007     | 20 mars 2007     | 29 novembre 2007  |
| Playstation Portable | 29 février 2008  | 16 mars 2007     | 20 mars 2007     | 27 septembre 2007 |
| Xbox 360             | 10 octobre 2007  | 10 octobre 2007  | 10 octobre 2007  | 10 octobre 2007   |
| Playstation 2        | 29 février 2008  | 30 novembre 2007 | 13 novembre 2007 | 27 septembre 2007 |
| Wii                  | 29 février 2008  | 8 février 2008   | 29 novembre 2007 | 27 septembre 2007 |
| Playstation 3        | 11 décembre 2008 | 11 décembre 2008 | 9 octobre 2008   | Inconnue          |

Initialement, la sortie du jeu est annoncée (le 15 décembre 2006) pour le 16 mars 2007 en Europe sur DS et PSP. Le 10 octobre 2007, le jeu peut être téléchargé sur le Xbox Live Arcade. Le passage de la version proposée sur DS et PSP (en mars 2007) à celle sortie sur le Xbox Live Arcade (plus d'un semestre plus tard) a permis à l'équipe de développement de corriger certains bugs, et d'apporter quelques modifications, comme des éléments graphiques, un temps de récupération lié à certains sorts, un mode multijoueur local, ou une économie plus équilibrée. L'arrivée du jeu sur la Wii est prévue aux Etats-Unis pour le 29 novembre 2007. En Amérique du Nord, le jeu devient disponible sur le Playstation Store (pour la PSP) le 18 septembre 2008.
La sortie du jeu sur les supports de la DS, de la PSP, de la Wii, et de la PS2, est prévue en France pour le 8 février 2008 initialement,. Cette sortie fut toutefois reportée au 29 février 2008. Depuis le 23 octobre 2008, le jeu est disponible sur le Playstation Network, et accessible par ce biais pour la PSP. L'arrivée du jeu sur la PS3 en France, via le Playstation Store (avec l'extension Revenge of the Plague Lord), se produisit en fin d'année 2008, le 11 décembre.

## Accueil

### Critique
GameSpot valide la réussite du jeu de la licence Puzzle Quest. jeuxvideo.com salue le résultat intéressant du mariage tenté par Puzzle Quest - Challenge of the Warlords, avec les facettes RPG et puzzle-game réunies dans le même jeu. RPG France considère que le jeu a réussi sa fusion des mélanges, malgré des défauts notables. Gameblog remarque aussi quelques défauts, ce qui entache peu l'originalité d'un produit qui tient ses promesses.
Nintendo Life apprécie tout autant Puzzle Quest - Challenge of the Warlords malgré quelques défauts qui peuvent entacher le plaisir de jeu. IGN est agréablement surpris par le jeu, qui a su se rendre addictif par le mélange RPG - puzzle-game. Gamekult considère que Puzzle Quest - Challenge of the Warlords est davantage pour les amateurs de puzzle-game que de RPG. Eurogamer recommande le jeu, qui fonctionne bien, d'autant plus que personne n'avait avancé l'idée auparavant.
RPG France aurait apprécié une sauvegarde non automatique à la fermeture du jeu. IGN approuve l'écriture des dialogues, malgré quelques coquilles.

#### Critique de l'histoire
RPG France trouve le scénario convenu. De même, Gameblog reconnaît que le scénario du jeu est assez faible. Gamekult valide l'absence de profondeur de l'histoire de Puzzle Quest: Challenge of the Warlords, assez manichéenne. Néanmoins, bien que trouvant le scénario sans grande surprise, jeuxvideo.com approuve la richesse de la campagne solo. Par ailleurs, Eurogamer ne considère pas l'histoire du jeu particulièrement remarquable, mais ce n'est que l'un des rares défauts qu'il trouve au jeu.

#### Critique des graphismes et du son
jeuxvideo.com souligne les graphismes réussis du jeu, bien que redondants. Nintendo Life encense les graphismes du jeu, notamment la carte et le dessin des personnages. Cependant, si Nintendo Life approuve la musique du jeu, il déplore son mauvais traitement via les haut-parleurs de la Nintendo DSi.
RPG France approuve la qualité des musiques. jeuxvideo.com indique que les musiques du jeu sont adéquates vis-à-vis de l'univers. GameSpot apprécie également la musique du jeu, sur DS comme sur PSP, bien adaptée à la trame du jeu. Toutefois, tout en appréciant certaines musiques épiques du jeu, IGN convient que la bande-son est assez répétitive.

#### Critique du gameplay
IGN encense le gameplay du jeu, rendu efficace par l'héritage des RPG antérieurs et du jeu Bejeweled. Gameblog estime que l'équilibre est correct entre l'aspect RPG et l'aspect puzzle-game. jeuxvideo.com ajoute quant à lui que les différentes catégories de personnage donnent envie de recommencer le jeu pour toutes les tester.
Gamekult applaudit le dosage du hasard lors des combats, qui rend chaque lutte "complètement addictive". À l'opposé, RPG France trouve les combats souvent trop longs.

#### Critique de l'IA
RPG France déplore la médiocrité de l'intelligence artificielle chargée des adversaires, qui semble en plus deviner lors des combats les gemmes encore en dehors de la grille. Gamekult ne considère pas que l'IA soit déplorable, mais qu'elle est plutôt rapidement devancée par la puissance grandissante du héros. Nintendo Life est, quant à lui, persuadé que l'IA triche régulièrement en prévoyant la chute des futures gemmes.
Eurogamer suit l'opinion grandement partagée selon laquelle l'IA triche en anticipant les gemmes hors-grille. En effet, à son tour, au lieu d'aligner trois crânes infligeant des dégâts directs, l'ordinateur préfère aligner trois gemmes en délaissant a priori les crânes au joueur. Cependant, l'alignement précédent d'apparence inutile entraîne grâce aux nouvelles gemmes un alignement permettant de rejouer, et l'IA aligne à ce moment-là les crânes en suspense. Selon Eurogamer, ce genre de situation ruine la confiance entre le joueur et son jeu.

#### Différences notables entre supports
Gameblog se désole de certains ralentissements présents sur la version PSP, mais considère cette version comme "la plus aboutie graphiquement". Eurogamer trouve la version sur PSP plus jolie que celle sur DS, bien que cette première version souffre d'un bug notable. À l'inverse, Gameblog remarque l'absence de ralentissements sur le support de la Nintendo DS, mais avec des graphismes peu clairs, que ce soit en couleurs ou en précision. Cependant, Gamekult estime que les graphismes sont globalement conçus pour une Nintendo DS, et que le damier est visuellement le point fort du jeu.
GameSpot recommande davantage la version sur PSP que sur DS, en raison des graphismes moins beaux sur la console portable, qui manque de place sur ses écrans pour afficher confortablement la grille de combat. Par la suite, selon GameSpot, les graphismes ont été rafraîchis sur la version de la Xbox 360, qui se dote de surcroît d'un très bon système de jeu en ligne. Cela n'est pas le cas de la PS2, qui ne dispose pas d'un système en ligne similaire, et qui souffre de graphismes plus resserrés. Quant à la version sur Wii, d'après GameSpot, elle présente les graphismes les moins séduisants, et se trouve encombrée d'une télécommande (avec ou sans Nunchuk) à la maniabilité décevante.

### Succès et récompenses
Dans une interview de Steve Fawkner par GameSpot, après la parution de Puzzle Quest: Challenge of the Warlords, l'équipe de développeurs a été surprise par le succès du jeu auprès d'une communauté rapidement grandissante.
Dans la nuit du 18 au 19 novembre 2007, le jeu a été nommé Meilleur Jeu australien de 2007 lors des GDAA Awards (GDAA signifiant Game Developers Association of Australia). Il a également remporté les prix du meilleur gameplay, du meilleur jeu portable, du meilleur jeu PC, et du meilleur jeu sur console.

### Ventes
Le 10 octobre 2007, lorsque le jeu devient téléchargeable sur le Xbox Live Arcade, il coûte 14 euros. Le 16 juillet 2008, ce prix baisse à moins de 10 euros.
Le 18 septembre 2008, le jeu est disponible pour la PSP via le Playstation Store en Amérique du Nord pour 14,99 dollars. Le 23 octobre 2008, c'est au tour de la France pour 19,99 euros. Le 11 décembre 2008 en France, le jeu est également accessible sur la PS3 pour le même prix.

## Postérité

### Revenge of the Plague Lord
Le 23 juillet 2008, une extension voit le jour sur Xbox 360, nommée Revenge of the Plague Lord, et propose de nouvelles classes, de nouveaux pouvoirs, de nouvelles quêtes, et un niveau maximal plus élevé. Quatre nouvelles classes sont de ce fait disponibles, et 25 quêtes s'ajoutent aux 150 de base. Le niveau maximal monte à 60 (au lieu de 50), quelques monstres s'ajoutent au bestiaire déjà existant, et un nouveau boss final apparaît pour venger le précédent Lord Bane : il s'agit de son frère Lord Antharg.
Cette extension était téléchargeable via le Xbox Live Arcade pour environ 8 euros. Le 11 décembre 2008, la France peut également accéder au jeu doté de cette extension via le Playstation Store, l'ensemble coûtant 19,99 euros.

### Galactrix
Profitant de l'héritage de Puzzle Quest: Challenge of the Warlords, une suite est rapidement annoncée début 2008, sous le nom Puzzle Quest: Galactrix. Il se distingue de son prédécesseur par certaines différences, et un univers ancré dans la science-fiction.

### Puzzle Quest 2
Suite sortie en 2010, dans la lignée du premier épisode.

### Marvel Puzzle Quest: Dark Reign
Free-to-play sur PC et mobile qui reprend les codes de la série en les adaptant à l'univers Marvel.

### Magic: The Gathering - Puzzle Quest
Free-to-play mobile qui reprend les codes de la série en les adaptant à l'univers du jeu de cartes Magic: L'assemblée.

### Puzzle Quest: The Legend Returns
Remake du jeu original sorti en 2019 sur Nintendo Switch profitant de nouveaux graphismes ainsi que de classes supplémentaires.

### Gems of War
Free-to-play multi support des mêmes développeurs.